# 松里村 (山梨県)
松里村（まつさとむら）は山梨県東山梨郡にあった村。現在の甲州市北西端、笛吹川左岸にあたる。

## 地理
- 河川：笛吹川

## 歴史
- 1875年（明治8年）2月3日 - 山梨郡藤木村・小屋敷村・三日市場村・上井尻村が合併して松里村となる。
- 1878年（明治11年）7月22日 - 郡区町村編制法の施行により、松里村が東山梨郡の所属となる。
- 1889年（明治22年）7月1日 - 町村制の施行により、松里村および柚木村の一部（下柚木）の区域をもって松里村が発足。
- 1954年（昭和29年）3月31日 - 塩山町に編入。同日松里村廃止。

## 交通

### 道路
- 国道140号

## 名所・旧跡・観光スポット・祭事・催事
- 恵林寺
- 放光寺